# Brokopondo (ciudad)
Brokopondo es una ciudad surinamesa, capital del distrito del mismo nombre. Está ubicada sobre el ressorts Centrum, usualmente llamado también Brokopondo, en la margen occidental del río Surinam al norte de la represa Afobaka que cerca el Embalse Brokopondo.
Puede llegarse por carretera desde Paranam. Una de las curiosidades turísticas del lugar es una escultura de granito que muestra dos hombres, uno de pie con un loro, y otro sentado y escribiendo, dicho monumento simboliza el pasado y el futuro.  Sus habitantes son en su mayoría negros cimarrones.
Cerca hay un monumento de granito realizado por el escultor Jo Rens, que muestra a dos hombres: uno de pie con un loro y otro sentado y escribiendo. Está destinado a simbolizar el pasado y el futuro. También hay una gran playa junto al río Surinam, cerca del centro de la ciudad. Demográficamente, el grupo étnico más grande de Brokopondo son los Cimarrones. 
El Plan de Desarrollo de Brokopondo ha designado a la ciudad de Brokopondo como uno de los dos principales centros de la región, el otro es Brownsweg , con un enfoque en el turismo. Hay una gran playa junto al río Surinam cerca del centro de la ciudad llamada Anani Beach. Los desarrollos adicionales serán un centro de la ciudad adecuado, una  estación de autobuses, un gran hotel con al menos 200 camas y un centro de estudios culturales. 
Brokopondo alberga un centro de atención médica Medische Zending, un hotel, una escuela y una estación de policía. En 2014, se inauguró un centro multifuncional. El 10 de enero de 2020 se instaló un incinerador de residuos.
Una preocupación creciente es la actividad de los buscadores de oro que no solo envenenan los ríos con mercurio , sino que también están excavando las afueras de la ciudad.